# Cladonia meridionalis
Cladonia meridionalis är en lavart som beskrevs av Vain. Cladonia meridionalis ingår i släktet Cladonia och familjen Cladoniaceae.   Inga underarter finns listade i Catalogue of Life.